# کلین (دهانه)
کلین یک دهانه برخوردی در ماه‌ است.

## دهانه‌های اقماری
این دهانه ۳ دهانه اقماری دارد.
| Klein | عرض جغرافیایی | طول جغرافیایی | قطر         |
| ----- | ------------- | ------------- | ----------- |
| A     | ۱۱.۴° S       | ۳.۰° E        | ۹.۰ کیلومتر |
| C     | ۱۲.۵° S       | ۲.۶° E        | ۶.۰ کیلومتر |
| B     | ۱۲.۵° S       | ۱.۸° E        | ۶.۰ کیلومتر |